# Teoria econòmica del degoteig
La teoria econòmica del degoteig (en anglès Trickle-down economics) és un concepte que diu que les polítiques econòmiques governamentals que afavoreixen de manera desproporcionada el nivell superior de l'⁣espectre econòmic (individus rics i grans corporacions) finalment beneficiaran l'economia en el seu conjunt. El principi es basa en la idea que la despesa d'aquest grup "s'abocarà" als menys afortunats en forma d'un creixement econòmic més fort. El terme ha estat utilitzat àmpliament pels crítics de l'economia del benefici de l'oferta per referir-se a les polítiques fiscals i de despesa dels governs que, intencionadament o no, donen lloc a l'ampliació de la desigualtat d'ingressos; també s'ha utilitzat en referències crítiques al neoliberalisme.

Les polítiques econòmiques de Ronald Reagan, anomenades "Reaganomics" pels oponents, incloïen grans retallades d'impostos i es van caracteritzar com a economia de gota a baix. En aquesta imatge, exposa el seu pla per a la Llei de l'impost sobre la recuperació econòmica de 1981 des del ⁣Despatx Oval en una retransmissió televisiva el juliol de 1981.

Crítiques similars existeixen almenys des del segle XIX, tot i que el terme "economia de degoteig" es va popularitzar als EUA en referència a l'economia de l'oferta i les polítiques econòmiques de Ronald Reagan. Els principals exemples del que els crítics han anomenat "economia de degoteig" als EUA inclouen les retallades d'impostos de Reagan, les retallades d'impostos de Bush, i les retallades d'impostos de Trump. Els principals exemples del Regne Unit inclouen les retallades d'impostos del mini pressupost de Liz Truss el 2022. Si bé els economistes que afavoreixen l'economia del costat de l'oferta generalment eviten aplicar-hi l'analogia del "degoteig" i disputen l'enfocament de les retallades d'impostos als rics, l'expressió "degotament" també ha estat utilitzada ocasionalment pels defensors d'aquestes polítiques. A partir del 2023, els estudis no han demostrat que hi hagi un vincle demostrable entre la reducció de les càrregues fiscals a l'extrem superior i el creixement econòmic. I fins i tot alguns estudis com el de David Hope de London School of Economics i Julian Limberg de King's College London han mostrat com després de cinquanta anys de retallades d'impostos  només va beneficiar l'economia de les classes altes i riques de la societat.

## Història

### Rerefons

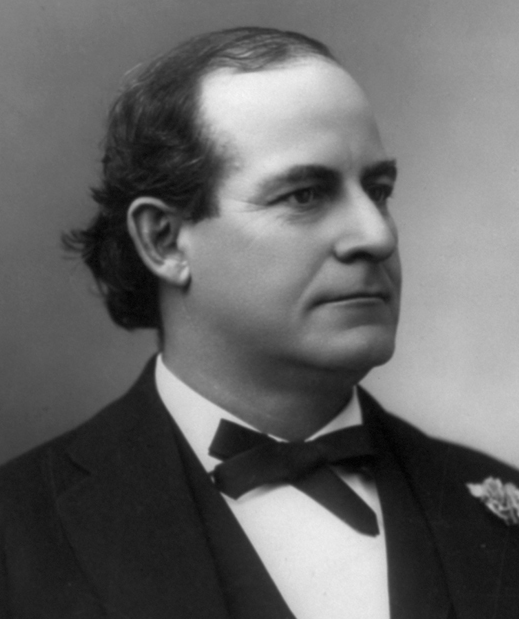
William Jennings Bryan, que va criticar la teoria del degoteig en el seu discurs de la Creu d'Or el 1896.

El Google Ngram Viewer mostra que el terme "economia de degoteig" es veia poques vegades a les obres publicades fins a la dècada de 1980. Tanmateix, el concepte que la prosperitat econòmica de les classes altes flueix cap a les classes baixes té almenys 100 anys. El terme en si és utilitzat principalment pels crítics del concepte. El Merriam-Webster Dictionary assenyala que el primer ús conegut de "trickle-down" com a adjectiu que significa "relacionat o treballant sobre el principi de la teoria del trickle-down" va aparèixer el 1944 mentre que el primer ús conegut de "trickle-down" va ser el 1954.
El 1896, el candidat presidencial demòcrata dels Estats Units William Jennings Bryan va descriure el concepte utilitzant la metàfora d'una "filtració" en el seu Cross of Gold speech. William Safire va remuntar l'origen del terme a aquest discurs.
William J. Bennett acredita l'humorista i comentarista social Will Rogers per haver encunyat el terme i va assenyalar el 2007 el seu ús persistent al llarg de les dècades posteriors. En una columna de 1932 que criticava les polítiques i l'enfocament de la Gran Depressió de Herbert Hoover, Rogers va escriure:
| «               | (anglès) This election was lost four and six years ago, not this year. They [Republicans] didn't start thinking of the old common fellow till just as they started out on the election tour. The money was all appropriated for the top in the hopes that it would trickle down to the needy. Mr. Hoover was an engineer. He knew that water trickles down. Put it uphill and let it go, and it will reach the driest little spot. But he didn't know that money trickled up. Give it to the people at the bottom and the people at the top will have it before night, anyhow. But it will at least have passed through the poor fellow's hands. They saved the big banks, but the little ones went up the flue. | (català) Aquestes eleccions es van perdre fa quatre i sis anys, no aquest any. Ells [els republicans] no van començar a pensar en el vell comú fins que van començar la gira electoral. Tots els diners es van destinar al cim amb l'esperança que arribessin als més necessitats. El senyor Hoover era enginyer. Sabia que l'aigua raja. Si ho poses costa amunt i ho deixes anar arriba fins al punt més sec. Però ell no sabia que els diners s'esgotaven. Dóna'ls a la gent de baix i la gent de dalt els tindrà abans de la nit, de totes maneres. Però almenys haurà passat per les mans del pobre. En canvi, però van salvar els bancs grans, i els més menuts van pujar per la xemeneia. | » |
| — ROGERS, Will, | | |   |

El 1933, el nacionalista i estadista indi Jawaharlal Nehru va escriure positivament sobre el terme (en el sentit que la riquesa entra a les classes altes i després "degoteja") en referència crítica a la presa colonial de la riquesa a l'Índia i altres territoris com a causa de l'augment de la riquesa a Anglaterra:
| «                       | (anglès) The exploitation of India and other countries brought so much wealth to England that some of it trickled down to the working class and their standard of living rose. | (català) L'explotació de l'Índia i d'altres països va portar tantes riqueses a Anglaterra que una part es va degotar fins a la classe treballadora i el seu nivell de vida va augmentar. | » |
| — Heinz Wolfgang Arndt, | | |   |

Després d'abandonar la presidència, el demòcrata Lyndon B. Johnson va al·legar que "els republicans... simplement no saben com gestionar l'economia. Estan tan ocupats operant la teoria del degoteig, donant el major descans a les corporacions més riques, que el conjunt de la societat va a l'infern en una cistella de mà".
El redactor de discursos presidencial Samuel Rosenman va escriure que les "polítiques de degoteig" havien prevalgut al govern nord-americà des de 1921.

### Anys de Reagan
Ronald Reagan va llançar la seva campanya de 1980 per a la presidència en una plataforma que defensava l'economia de l'oferta. Durant les primàries presidencials del Partit Republicà de 1980, George HW Bush havia ridiculitzat l'enfocament econòmic de Reagan com "economia vudú". Després de l'elecció de Reagan, el "degoteig" va arribar a una àmplia circulació amb la publicació de "The Education of David Stockman", una entrevista de desembre de 1981 al nou director de l'Oficina de Gestió i Pressupost de Reagan, David Stockman, a la revista Atlantic Monthly. A l'entrevista, Stockman va expressar dubtes sobre l'economia del costat de l'oferta i va dir al periodista William Greider que la retallada d'impostos de Kemp-Roth era una manera de canviar la marca d'una retallada d'impostos per a la part superior d'ingressos per facilitar la seva aprovació. Stockman va dir que "és una mica difícil vendre la teoria del "degoteig", per la qual cosa la fórmula de l'oferta era l'única manera d'aconseguir una política fiscal que realment fos "degotada". El costat de l'oferta és la teoria del 'degoteig'".
Els opositors polítics de l'administració Reagan aviat es van apoderar d'aquest llenguatge en un esforç per marcar que l'administració només es preocupava pels rics. L'any 1982, John Kenneth Galbraith va escriure sobre l'"economia del degoteig" a la qual es referia David Stockman, abans es coneixia amb el nom de "teoria del cavall i el pardal", la idea que alimentar un cavall amb una gran quantitat de civada dóna lloc a què alguns dels grans de pinso passin a ser menjats per pardals afortunats. Funcionaris de l'administració de Reagan, inclòs Michael Deaver, volien que Stockman fos acomiadat en resposta als seus comentaris, però finalment es va mantenir a canvi d'una disculpa privada.

## Ús

### Anàlisis econòmiques dels efectes de la baixada d'impostos sobre els rics
El premi Nobel Joseph Stiglitz va escriure l'any 2015 que les proves posteriors a la Segona Guerra Mundial no sostenen l'economia de degoteig, sinó més aviat "l'economia d'ascens" per la qual més diners a les butxaques dels pobres o dels mitjans beneficia a tothom.
En un document de recerca del 2020, els economistes David Hope i Julian Limberg van analitzar dades de 50 anys de 18 països i van trobar que les retallades d'impostos per als rics només van aconseguir augmentar la desigualtat i fer que els rics siguin més rics, sense cap efecte beneficiós sobre el PIB real per càpita o ocupació. Segons l'estudi, això demostra que les retallades d'impostos per a la classe alta no van arribar a l'economia en general.
Una nota de discussió del personal de l'FMI del 2015 d'Era Dabla-Norris, Kalpana Kochhar, Nujin Suphaphiphat, Frantisek Ricka i Evridiki Tsounta suggereix que reduir els impostos al 20% superior podria fins i tot reduir el creixement econòmic.
Els politòlegs Brainard Guy Peters i Maximilian Lennart Nagel van descriure l'any 2020 la descripció de "degoteig" de les retallades d'impostos per als rics i les corporacions que estimulen el creixement econòmic que ajuda als menys rics com una "idea zombi" i van afirmar que ha estat la més duradora idea política fallida en la política nord-americana.
Alguns estudis suggereixen un vincle entre l'economia de degoteig i el creixement reduït, i alguns diaris van concloure que l'economia de degoteig no promou l'ocupació ni el creixement, i que "els responsables polítics no haurien de preocupar-se que augmentar els impostos als rics... perjudicarà les seves economies".

### Ús més ampli
Tot i que el terme "degoteig" s'utilitza habitualment per referir-se als beneficis d'ingressos, de vegades s'utilitza per referir-se a la idea d'⁣externalitats positives derivades de la innovació tecnològica o l'augment del comerç. Arthur Okun, i per separat William Baumol, per exemple, han utilitzat el terme per referir-se al flux dels beneficis de la innovació, que no s'acumulen completament als "grans empresaris i inventors", sinó que s'esgoten fins a les masses. I l'economista premi Nobel Paul Romer va utilitzar el terme en referència a l'impacte sobre la riquesa dels canvis de tarifes.
Malgrat la manca d'evidència d'ús pràctic per a la corba de Laffer, sovint és citada pels defensors de la política de degoteig.
Als EUA, els plans i les polítiques fiscals republicanes sovint s'etiqueten com a "economia de degoteig", incloses les retallades d'impostos de Reagan, les retallades d'impostos de Bush i la Llei de retallades d'impostos i treballs de 2017. En cadascuna de les reformes fiscals esmentades anteriorment, els impostos es van reduir en tots els trams d'ingressos, però les majors reduccions es van donar als més grans ingressos, tot i que les reformes fiscals de l'era Reagan també van introduir el crèdit per l'impost sobre la renda del treball que ha rebut elogis bipartidistes per reducció de la pobresa i és, en gran manera, el motiu pel qual la meitat inferior dels treballadors no paga impost federal sobre la renda. De la mateixa manera, la Llei de retallades d'impostos i ocupació del 2017 va reduir els impostos a tots els trams d'ingressos, però va afavorir especialment els rics.
A les eleccions presidencials de 1992, el candidat independent Ross Perot també es va referir a l'economia de degoteig com a "vudú polític". A les mateixes eleccions, durant un debat presidencial a l'ajuntament, Bill Clinton va culpar l'economia de degoteig per la disminució de les condicions econòmiques a Amèrica, dient que "... hem tingut 12 anys d'economia de degoteig. Hem passat de ser el primer al dotzè del món en salaris, i hem tingut quatre anys en què no hem produït llocs de treball en el sector privat. La majoria de la gent està treballant més per menys diners que fa 10 anys".
El grup de campanya política, Tax Justice Network, ha utilitzat el terme per referir-se àmpliament a la desigualtat de la riquesa en les seves crítiques als paradisos fiscals.
El 2013, el papa Francesc va condemnar les "teories de degoteig" a la seva exhortació apostòlica Evangelii Gaudium, dient que "Hi ha qui segueix defensant teories de degoteig que suposen que el creixement econòmic, impulsat per un mercat lliure, aconseguirà inevitablement aconseguir una major justícia i inclusió al món. Aquesta opinió, que mai ha estat confirmada pels fets, expressa una confiança crua i ingènua en la bondat dels qui exerceixen el poder econòmic i en el funcionament sacralitzat del sistema econòmic imperant".
A Nova Zelanda, Damien O'Connor, un diputat del Partit Laborista, va qualificar l'economia del degoteig com "els rics pixant els pobres" al vídeo de presentació de la campanya del Partit Laborista per a les eleccions generals de 2011. En un debat dels candidats a la presidència del 2016, Hillary Clinton va acusar Donald Trump de donar suport a la versió "més extrema" de l'economia de degoteig amb el seu pla d'impostos, anomenant-lo "degoteig trampós" com a joc de paraules amb el seu nom. En el seu discurs a una sessió conjunta del Congrés el 28 d'abril de 2021, el president dels Estats Units, Joe Biden, va declarar que "l'economia de degoteig mai ha funcionat". Biden ha continuat sent crític amb el degoteig des de llavors.
Un article de la revista Columbia que compara una proposta fallida de la zona empresarial del Regne Unit amb propostes posteriors dels Estats Units hi fa referència com una forma de política de degoteig on les càrregues normatives i fiscals més baixes anaven dirigides als desenvolupadors més rics amb l'esperança que beneficiïn els residents.
El premi Nobel Paul Krugman afirma que, malgrat la narrativa de les retallades d'impostos d'estil de degoteig, la taxa fiscal efectiva de l'1% de les persones amb més ingressos no ha canviat gaire.
El comentarista polític Robert Reich ha implicat institucions com The Heritage Foundation, Cato Institute i Club for Growth per promoure el que considera una idea desprestigiada.
El paquet de retallades d'impostos del 2018 del governador i polític de Kansas, Sam Brownback, va ser àmpliament qualificat d'un intent de degoteig econòmic.
Les teories econòmiques de Friedrich Hayek també s'han descrit com a degoteig.

### Objeccions al terme
En declaracions al Senat l'any 1992, Hank Brown (senador republicà per Colorado) va dir: "Senyor president, la teoria del degoteig atribuïda al Partit Republicà mai ha estat articulada pel president Reagan i mai ha estat articulada pel president Bush i mai no ha estat defensada per cap d'ells. Es podria discutir si el degoteig té sentit o no atribuir a persones que han defensat el contrari en les polítiques no només és inexacte, sinó que enverina el debat sobre temes públics".
Thomas Sowell, un defensor de l'economia del costat de l'oferta, diu que cap economista mai ha defensat l'economia del degoteig, i va escriure en el seu llibre de 2012 "Trickle Down" Theory and "Tax Cuts for the Rich" sobre "The trickle-down" que "La teoria no es pot trobar ni tan sols en els estudis acadèmics més voluminosos de teories econòmiques". Sowell no està d'acord amb la caracterització de l'economia del costat de l'oferta com a degoteig, dient que la teoria econòmica de la reducció dels tipus impositius marginals funciona precisament en la direcció oposada: "Els treballadors sempre se'ls paga primer i després els beneficis flueixen a l'alça més tard, cap a tothom".
El 2022, l'administració de Liz Truss es va oposar a caracteritzar les seves polítiques com a "economia de degoteig".